# Atilla Aldemir

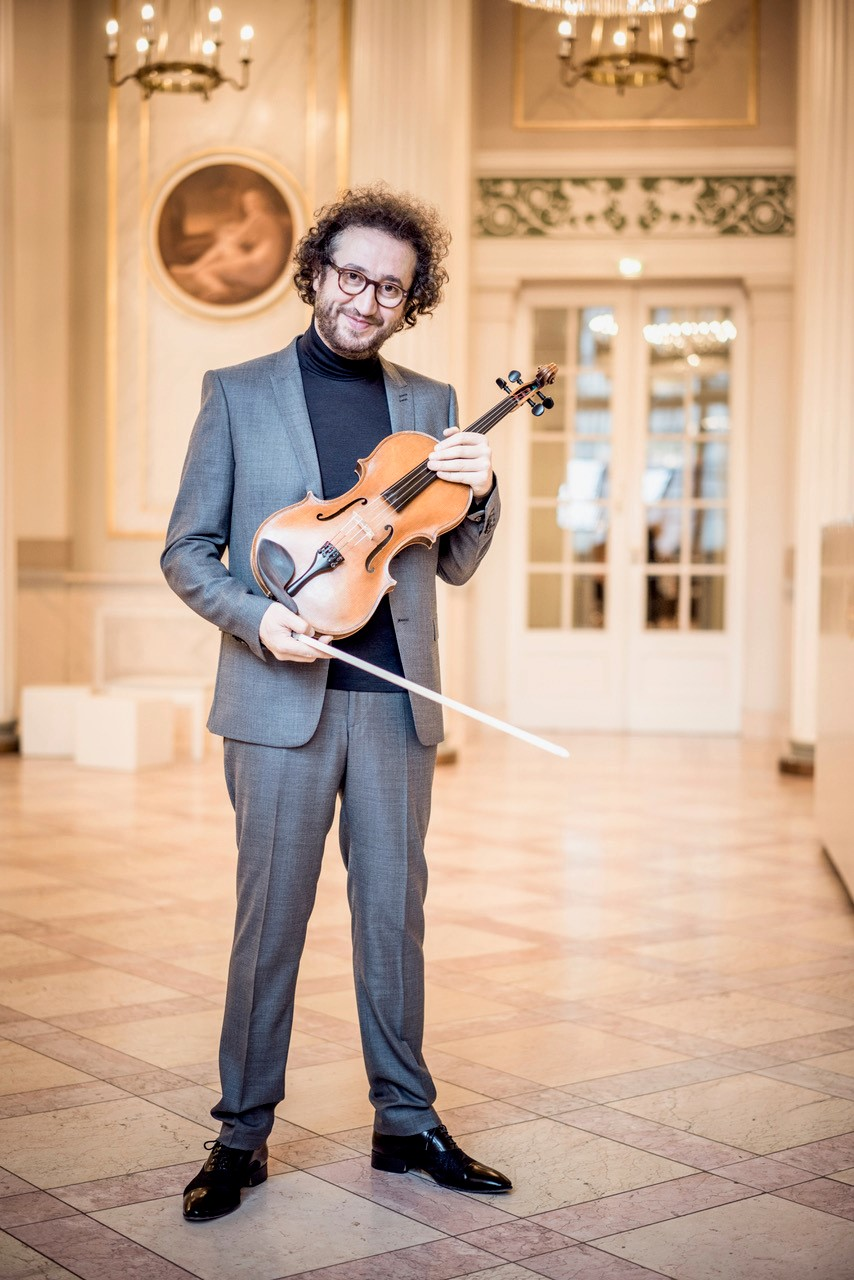
Atilla Aldemir (Viola)

Atilla Aldemir (* 1975 in Istanbul) ist ein türkischer Violinist und Bratschist, der in Leipzig lebt.

## Leben

### Ausbildung
Atilla Aldemir erhielt seine musikalische Ausbildung am Staatlichen Konservatorium der Mimar Sinan Universität in seiner Heimatstadt İstanbul. Nach seinem Abschluss 1994 studierte er bei Lukas David an der Hochschule für Musik Detmold in Deutschland. Auf die Künstlerische Reifeprüfung (1999) folgten Studien an der Folkwang-Hochschule Essen bei Mintcho Mintchev, wo er 2002 sein Konzertexamen mit Auszeichnung ablegte.
Wertvolle künstlerische Impulse erhielt Atilla Aldemir zudem durch Barbara Gorzynska und Matthias Maurer in Wien.

### Solistische Tätigkeit
Konzertreisen führten Atilla Aldemir in zahlreiche europäische Länder, die USA, Israel und Ägypten. Er gastierte unter anderem in Konzertsälen wie der Berliner Philharmonie, dem Wiener Konzerthaus, dem Wiener Musikverein, der Semperoper Dresden, und dem Gewandhaus zu Leipzig. Darüber hinaus konzertierte er als Solist u. a. mit der Camerata Salzburg dem Orchestre National Bordeaux Aquitaine und dem Orchestre National Montpellier, den Zagreber Philharmonikern, dem Konzerthaus Kammerorchester Berlin, dem MDR-Sinfonieorchester Leipzig, dem Borusan Istanbul Philharmonic Orchestra, dem Bilkent Symphonieorchester (Ankara) sowie allen staatlichen Symphonieorchestern der Türkei.
Als Solist arbeitete Aldemir u. a. mit Dirigenten wie Iván Fischer, Lawrence Foster und Sascha Goetzel zusammen.
Seit April 2017 ist er Solo-Bratschist des Mitteldeutschen Rundfunk Sinfonieorchesters Leipzig.

### Kammermusikalische Tätigkeiten
Zu Aldemirs Kammermusikpartnern gehören u. a. Fazıl Say, Hüseyin Sermet, und Jeremy Menuhin.
Aldemir absolvierte Solo- und Kammermusikkonzerte bei Internationalen Festivals wie MDR-Musiksommer, Istanbul (IKSV), Eskisehir, Ankara, Lapedona (Italien), Cappadocia.

### Aufnahmen

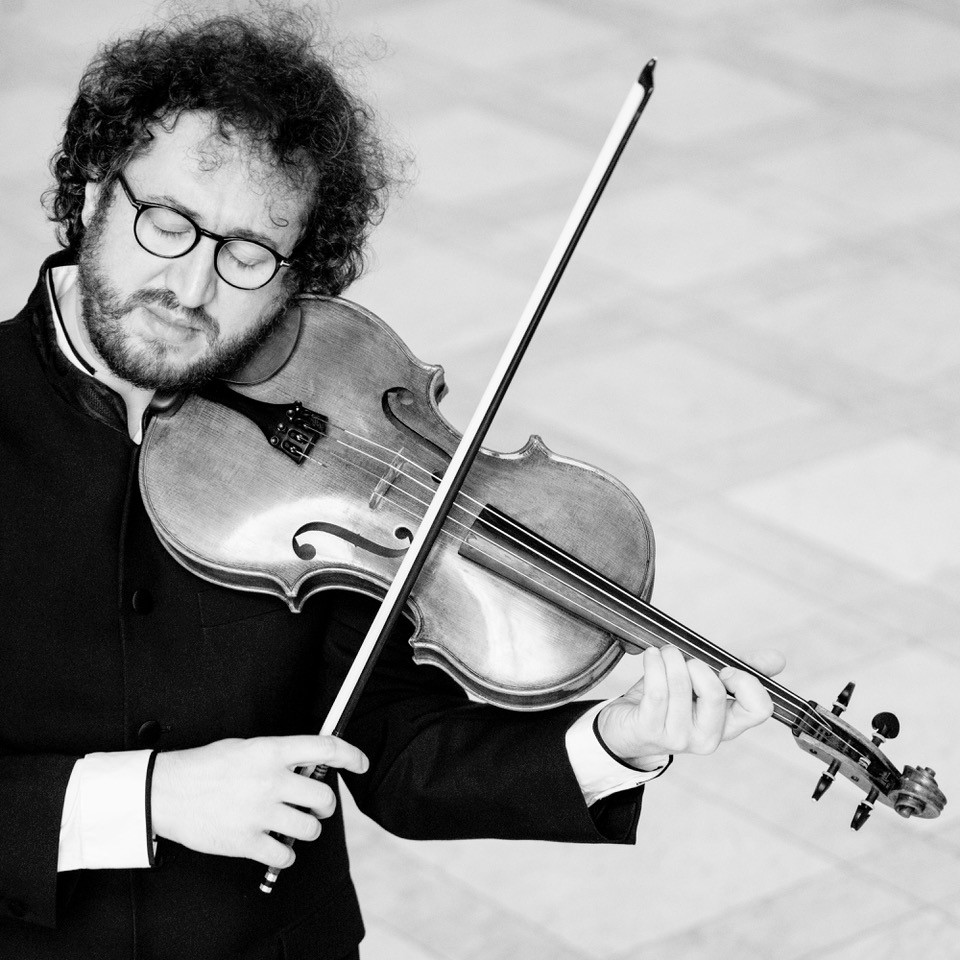
Atilla Aldemir (Viola)

Bereits 2003 nahm Atilla Aldemir seine erste CD unter dem Titel The Contemporary Voice of Turkish Music auf, die bei der Dreyer Gaido Musikproduktion in Berlin erschien. Die Musikzeitschrift Fono Forum schrieb über die Aufnahme: „Ein Glücksfall ist es, dass so souveräne Interpreten wie Aldemir und Karayel sich diesem ungewöhnlichen Programm mit Haut und Haar verschrieben haben.“
Weiteres CDs erschienen bei den Labels Musicaphon-Cantata, GWK-Records.

## Instrumente
Aldemir spielt eine Bratsche von Peregrino di Zanetto (1560), Leihgabe des ehemaligen Solo-Bratschers des Concertgebouw-Orchester Amsterdam Matthias Maurer, sowie eine Violine von Jean Baptiste Vuillaume (1840), die durch den Förderkreis International Tätiger Türkischer Unternehmer finanziert wurde.

## Auszeichnungen und Preise (Auswahl)
- 1998: GWK Förderpreis Musik[29]

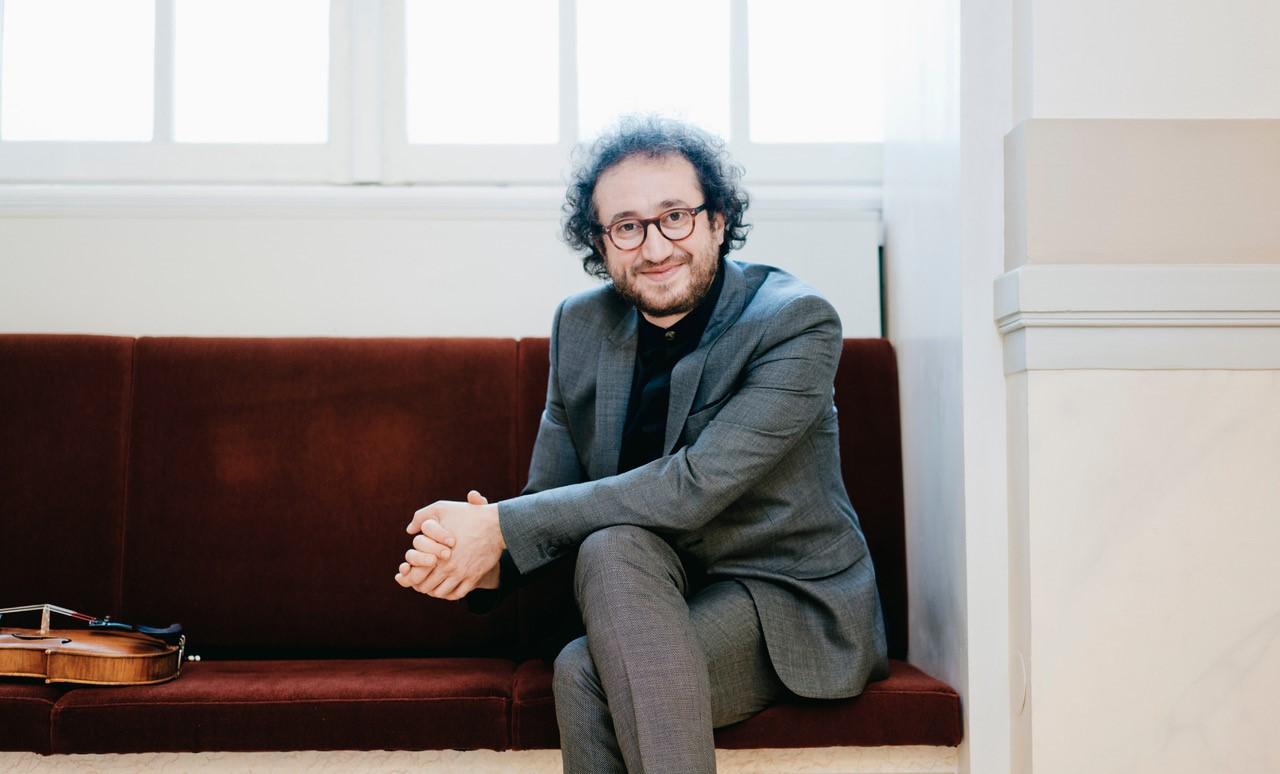
Atilla Aldemir (Viola)

- 2000: 1. Preis beim Internationalen Violinwettbewerb Istanbul der „Kultur-Universität Istanbul“ und der „Sedat Gürel-Güzin Gürel Stiftung“[30]
- 2001: Kulturstaatspreis der Türkischen Republik
- 2001: Stipendiat „Keshet Eilon“ Meisterkurs in Israel
- 2002: 1. Preis Folkwang Wettbewerb Essen[31]
- 2005: Laureat beim 8. Vaclav Hulm Violinwettbewerb Zagreb[32]
- 2006: Sonderpreis beim 25. Premio Rodolfo Lipizer 2006 („The passion for music, strong artistic temperament“)[33]
- 2007: 2. Preis im Fach Violine sowie zwei weitere Sonderpreise beim 14. Internationalen Johannes Brahms Wettbewerb[34]
- 2008: 3. Preis in der Sparte Bratsche und den Preis für die beste Interpretation eines zeitgenössischen Werkes beim 15. Internationalen Johannes Brahms Wettbewerb[35]
- 2011: Donizetti-Preis Istanbul als bester türkischer Interpret eines Streichinstruments

## Diskographie
- 2001: Detmolder Preisträger (Hochschule für Musik, Detmold)[36]
- 2003: The Contemporary Voice of Turkish Music (Dreyer Gaido Musikproduktion, Berlin)[37]
- 2015: Ninni (Musicaphon-Cantata, Kassel)[38]
- 2019: Passion (GWK-Records, Münster)[39]

## Masterclasses und Jurorentätigkeiten
- Juror beim Internationalen Geigenbau-Wettbewerb Mittenwald (2010)[40]
- Masterclass für Violine und Viola – Gründer und Künstlerischer Leiter bei der Musik-Akademie Anadolu Efes in Istanbul/Türkei (2013)[41]
- Masterclass für Viola beim Internationalen Musik Festival in Kappadokien/Türkei (2015)[42]
- Masterclass für Kammermusik und Viola bei dem Internationalen Harleshausen/Kassel Musik Festival (2018,[43] 2019,[44] 2020[45])
- Masterclass und Kammermusikkonzerte in Frankreich (2019)[46]
- Masterclass (Violine und Viola) und als Trainer für alle Streicher der Jugendphilharmonie der Türkei (2019)[47]